# Sabellaria ishikawai
Sabellaria ishikawai är en ringmaskart som beskrevs av Toru Okuda 1938. Sabellaria ishikawai ingår i släktet Sabellaria och familjen Sabellariidae. Inga underarter finns listade i Catalogue of Life.